# Skol an Emsav
Skol an Emsav (SAE) en français : « École du mouvement breton » est un mouvement culturel fondé en 1969 par Pol Kalvez, Youenn Olier et Tangi Louarn pour l'enseignement du breton comme « langue de communication moderne ». C'est aujourd'hui un organisme de formation aux adultes qui dispense des cours du soir et stages en langue bretonne, principalement à Rennes, et dans le pays de Rennes. Lena Louarn dirigeait depuis vingt ans ce centre d'enseignement pour adultes avant d'être remplacée en 2010 par Gwenvael Jéquel jusqu'en 2021 où Gwenael Dage prit la relève au poste. Avant 1981, Skol an Emsav est un mouvement culturel actif dans diverses[pas clair] villes de Bretagne.

## Dans les années 1970, mouvement culturel breton
Tout d'abord branche culturelle de Emsav Ar Bobl Vrezhon, appareil politique resté mort-né, qui répond à l'évincement de Youenn Olier et Pol Kalvez d'Emsav ar Stad Brezhon (ESB), une autre structure voit assez vite le jour, Skol An Emsav. 
Pol Kalvez, avec Youenn Olier et Tangi Louarn, fondent cette organisation en 1970 dont Imbourc'h sera une publication officieuse où vont s'affronter très vite les deux générations :
- l'une, nationaliste et catholique, se voulait élitiste. Cette tendance représentée par Youenn Olier, Pol Kalvez et Tangi Louarn est d'abord majoritaire, d'où le choix du nom Skol an Emsav (« École du Mouvement »), exprimant clairement la nécessité d'aller à l'école avant d'aller au peuple, de former une élite bretonnante, à la fois inscrite dans la tradition bretonne, qui puise dans le catholicisme, et dans la modernité, par l'usage des néologismes produits par l'Emsav ;
- l'autre, représentant la génération montante, avec Hervé Latimier par exemple, plus encline à « rejoindre le peuple » (ralliement à la grève du Joint Français à Saint-Brieuc), à épouser l'idéologie de gauche, à rejeter de fait l'héritage chrétien[2], et à s'enraciner dans un breton plus populaire, moins « chimique » et plus « vivant » selon ses promoteurs. Cette tendance est plus consensuelle en ceci qu'elle cherche à amener le plus de monde possible à la langue bretonne.

En 1972, à la suite du congrès de Guingamp de Skol an Emsav, Pol Kalvez en perd la présidence, et Youenn Olier prend ses distances avec Skol An Emsav qui, après 1968 optait pour une ligne « Populiste » (par opposition à « Élitiste », incarnée par  Gwalarn et Saded).
En 1975, les militants de Skol an Emsav créent Gouel Ar Brezhoneg en pays bretonnant avec de très petits moyens essayant de copier l'Eistezvod du Pays de Galles, mais le « peuple » abandonne inexorablement la langue. L'expérience s'arrêtera dans les années 1985.
En 1976, les écoles Diwan naissent grâce à un travail de préparation de membres de SAE, s'inspirant des expériences au Pays basque et au Pays de Galles.
Bremañ est un mensuel d'informations générales en langue bretonne, qui a été créé en 1981 par Skol an Emsav, est depuis plusieurs années géré par une structure indépendante.
Stourm ar Brezhoneg est une association de dissidents de Skol An Emsav.

## À partir de 1980, organisme de formation
Skol an Emsav, basé à Rennes, près de la place Sainte Anne, est devenu depuis les années 1980, un organisme de formation professionnelle qui propose cours du soir, stages linguistiques et formations longues en langue bretonne. 13 personnes y travaillent.
C'est également une maison d'édition, publiant notamment le mensuel Bremañ, la méthode Oulpan et d'autres ouvrages.

## Édition
SAE publie des ouvrages pédagogiques et des revues.
La plus ancienne revue publiée par l'association est la revue Bremañ fondé en 1980.
Une deuxième revue #brezhoneg est publiée depuis 2014. « Elle est réalisée par des formateurs professionnels, et suit un cahier des charges précis : article de difficultés variables, points de langue, découverte de la Bretagne ».

### Vidéographie
- (br) [vidéo] France 3 Bretagne, « Émission Bali Breizh du 5 octobre 2019 », sur YouTube avec la projection du documentaire Ur skol evit an Emsav réalisé par Yowan Denez.